# 童子拜观音石
童子拜观音石为位于中国江苏省南京市玄武区玄武湖公园环洲西北部假山前的两块太湖石，因其形态而得名。宋灭亡时，有不少给宋徽宗运送的花石纲太湖石没有来得及起运或者沿途散失流落在各地，有的甚至留存至今。童子拜观音石是花石纲遗物，明初被收入中山王徐达府中，1954年由全福巷迁至现址，其中观音石高6.3米，宽0.9米，顶如披帽，身形玉立，童子石形态虔诚恭敬。